# 東京画
『東京画』（とうきょうが、Tokyo-Ga）は、1985年製作のドキュメンタリー映画。
日本では、2021年11月より「ヴィム・ヴェンダース レトロスペクティブ」として劇場公開された。

## 内容
小津安二郎を敬愛するドイツの映画監督ヴィム・ヴェンダースが、鎌倉の小津の墓を訪問し、小津の作品『東京物語』で主演の笠智衆や撮影の厚田雄春にインタビューする。一方で、『東京物語』の舞台となった東京の取材当時の日常風景が展開される。オープニングとエンディングに小津作品『東京物語』がフィーチャリングされる。
映されているのは1983年の東京である。『東京物語』で描かれた1953年の様相はなく、欧米化された都会の喧騒の中にも、日本独自の風景がそこにはあった。パチンコ・竹の子族・食品サンプルなどが映されている。
製作されたのは西ドイツで、ナレーションを行っているヴェンダースはドイツ人ではあるが、配給がフランス映画社であるためか、日本での劇場公開時はフランス語によるナレーションとなっていた。現在、各種配信サービスでは英語によるナレーションのバージョンが配信されている。
ヴェンダースが追い求めた往時の東京の景色は、『東京物語』から引用されるが、その中には尾道の景色が多々混じってしまっている。ヴィム・ヴェンダースは後日、朝日新聞によって尾道に招かれることとなった。

## 関連事項
- 映画に登場する日本
  - 新幹線
  - テレビ（プロ野球・タモリ倶楽部）(op部分)
  - 東京タワー
  - 円覚寺 - 鎌倉・小津の墓の眠る寺院
  - 三軒茶屋